# Cáhita

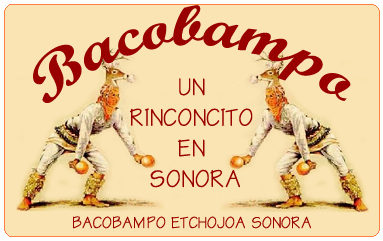
Logotip que mostra imatges de dansaires cáhita

Els cáhita són un poble indígena de Mèxic que van habitar els actuals estats mexicans de Sinaloa i Sonora, entre els rius Mocorito i Yaqui. Després de la conquesta de Mèxic van desaparèixer per la mateixa guerra i per epidèmies i els supervivents es van barrejar amb els espanyols. Algunes de les seves localitats es van convertir a les actuals ciutats dels estats mexicans de Sinaloa i Sonora.

## Situació geogràfica
Van viure a la regió geogràfica coneguda com a Aridoamèrica, es van establir entre els rius Mocorito (Sinaloa) i Yaqui (Sonora). Els cáhita recol·lectaven, caçaven i pescaven, però igual que les cultures de *Mesoamérica, van utilitzar l'agricultura i van sembrar blat de moro, fesols, carabasses i xili.
Les llengües cáhites pertanyen a la família uto-asteca. Alguns dels pobles cáhita que van existir en l'estat de Sinaloa van ser els Cáhitas, Sinaloas, Ahomes, Ocoronis, Bacoregüis, Comoporis, Basopas, Níos, Comanitos, Bacubiritos, Terabuitos, Batacaris (o Batucaris), Tehuecos, Zuaques, Zoes o (Tzoes), Huites, Yecoratos i Oguiras.
Els únics pobles indígenes cáhita actuals són els yaquis que viuen a la vall del riu Yaqui en l'actual estat de Sonora, i els mayos que viuen a la vall del riu Mayo (Sonora), i a la vall del riu Fuerte (Sinaloa).

## Llengua
La seva llengua pertanyia a la família de les llengües taracahites. El cáhita era una llengua aglutinant on les paraules fan servir complexos de sufix per a una varietat de propòsits amb diversos morfemess enfilats.